# Diechomma exiguum
Diechomma exiguum là một loài nhện trong họ Linyphiidae. Loài này được phát hiện ở Colombia.